# Didrik Hermansen
Pour les articles homonymes, voir Hermansen.
Didrik Hermansen est un athlète norvégien né le 24 mars 1980. Spécialiste de l'ultra-trail, il a notamment remporté le Lavaredo Ultra Trail en 2015.

## Résultats
| no  | masculin           | Course                           | Longueur | Départ          | Temps            |
| --- | ------------------ | -------------------------------- | -------- | --------------- | ---------------- |
| 2e  | Médaille d'argent  | Transgrancanaria                 | 125 km   | 6 mars 2015     | 14 h 30 min 07 s |
| 1er | Médaille d'or      | Lavaredo Ultra Trail             | 119 km   | 26 juin 2015    | 12 h 34 min 29 s |
| 1er | Médaille d'or      | Transgrancanaria                 | 125 km   | 4 mars 2016     | 13 h 41 min 48 s |
| 2e  | Médaille d'argent  | Western States Endurance Run     | 100 mi   | 25 juin 2016    | 16 h 16 min 08 s |
| 3e  | Médaille de bronze | Transgrancanaria                 | 125 km   | 24 février 2017 | 13 h 50 min 06 s |
| 3e  | Médaille de bronze | Eco-Trail de Paris               | 80 km    | 17 mars 2018    | 06 h 15 min 20 s |
| 3e  | Médaille de bronze | Kullamannen Sprint Ultra         | 103 km   | 3 novembre 2023 | 8 h 18 min 29 s  |
| 2e  | Médaille d'argent  | Éco-Trail de Paris Île-de-France | 80 km    | 16 mars 2024    | 6 h 3 min 46 s   |